# 郭志坚
郭志坚（1971年7月21日—），男，河北张家口人。中国中央电视台新闻播音员、主持人，中国共产党党员（2002年入党）。

## 生平
1992年，考入中国传媒大学。大学毕业后进入北京电视台主持新闻节目。1998年，调入中国中央电视台。
2007年底，开始主持新闻联播节目。
2012年，获得河北大学文学硕士学位。

## 争议

### 播报口误
2009年4月26日播报新闻时，郭志坚在播报《我国圈养大熊猫依然难脱生存隐患》，曾四度把“圈（juàn）养”念成了“圈（quān）养”，央视事后表示将处罚犯错主持人，念错一个字罚50至200元。
2016年4月27日，郭志坚在播报《新闻联播》新闻消息时，将“六安”的“六”字读成，后经网友指出这一读法有误，应为。对此，4月28日，郭志坚发微博表示：“对于媒体工作者来说，发音书写的唯一依据是经过国家权威部门审定的字典。”而“六（lù）安”的读法虽然没有现行词典的支持，但在历史上，六安的“六”都读。
2020年3月25日，郭志坚在播报《新闻联播》开场导语时，口误将习近平姓名念成“习病”，引发网友议论，但当时“新闻联播”并未被新浪微博设为禁搜词。

### 评论《让子弹飞》
2010年12月16日，姜文执导的电影《让子弹飞》上映后，好评如潮。随后郭志坚在博客发表文章声称，“充斥全片的脏话（国骂）、血腥场面和性暗示把我这个普通观众折磨得只能提前离席……好电影里的硬汉形象绝不是用满嘴脏话塑造出来的,……票房重要，责任更重要！”郭的观点赢得了少部分人的赞同，但更多的人对郭的观点嗤之以鼻。有网友在郭的博客中回复说“在楼主你的眼里看到的就是全片的脏话，血腥场面和性暗示 然后早早退场。但在我的眼里看到的公平与正义和这部片子影射出某些现实情况。”还有网友假借姜文的口回应：“这也是我对《新闻联播》的看法”。姜文方面随后辟谣称：“姜文导演从未也不会对任何个人评论做单独回应。”